# Michael Baigent
Michael Baigent (Christchurch, marzo 1948 – Brighton, 17 giugno 2013) è stato un saggista neozelandese.

## Biografia
Cresciuto a Motueka e Wakefield,  piccole comunità scarsamente popolate sull'Isola del Sud della Nuova Zelanda, la sua educazione è stata cattolica, e frequentava la chiesa tre volte a settimana, oltre ad essere guidato nella teologia cattolica a partire dall'età di 5 anni. Suo padre, un insegnante di nome James Stuart Baigent, ha lasciato la famiglia quando aveva 8 anni, e Baigent ha preso il nome del suo nonno materno, Lewis Baigent. Il suo bisnonno aveva fondato una società forestale, "H. Baigent e Figli".
La sua scuola secondaria è il Nelson College, e poi si trasferisce all'Università di Canterbury a Christchurch; inizialmente ha l'intenzione di continuare a studiare la scienza e proseguire l'attività familiare nelle foreste, ma poi passa a studiare la religione comparata e la filosofia, studia anche il buddismo, l'induismo e il Cristianesimo. Dopo aver viaggiato in Australia e nel Sud-Est asiatico torna a Auckland, dove riceve la laurea in psicologia.
Baigent ha lavorato brevemente nel reparto fotografico della BBC e la notte faceva i turni presso una fabbrica di soft-drink. Più tardi, Baigent ottiene un master in esperienza mistica e religiosa presso l'Università del Kent.
Massone e grande ufficiale della UGLE (United Grand Lodge of England), è stato redattore della Freemasonry Today dall'aprile 2001, che ha utilizzato come una piattaforma per un approccio più liberale alla massoneria. È un fiduciario del Canonbury Masonic Research Center. Ha vissuto nel Somerset con sua moglie Jane, con cui ha avuto due figlie (una di esse nata nel 1986 si chiama Tansy), fino alla morte, avvenuta nel 2013 all'età di 65 anni a seguito di un'emorragia cerebrale.
Baigent fece interpretazioni della storia che talvolta attirarono critiche da studiosi e storici, come ad esempio Bernard Hamilton e Piers Paul Reid, che criticarono gli argomenti e le notizie sull'inquisizione nel libro L'inquisizione. Persecuzioni, ideologia e potere.

## Il Santo Graal
Nel 1976 si trasferì in Inghilterra dove incontra Richard Leigh, con cui collaborò a molti progetti. Fu uno dei primi a parlare del mistero di Rennes-le-Château in Francia dove iniziò a fare ricerche insieme a Leigh. Nello stesso decennio incontrò Henry Lincoln che si unì alle loro ricerche. I tre scoprirono di avere un comune interesse per i Cavalieri Templari e la teoria dei discendenti di Gesù, e in seguito scrissero Il santo Graal (The Holy Blood and the Holy Grail) il 18 gennaio 1982.
Il giorno dopo la pubblicazione del libro gli autori ebbero uno scontro televisivo con il vescovo di Birmingham. Il librò scalò rapidamente le classifiche e, visto il successo, gli autori scrissero il seguito (The Messianic Legacy) nel 1986. Il Santo Graal è il libro che ha ispirato Dan Brown a scrivere Il codice da Vinci e dopo il 2006 ha venduto 2 milioni di copie, dopo che la Paramount acquistò i diritti televisivi per il film. Molte delle teorie del libro Il Santo Graal sono state riportate nel best seller Il codice da Vinci

## Accuse a Dan Brown
Nel marzo 2006 Baigent e Leigh depositarono una causa al tribunale britannico contro l'editore di Dan Brown, la Random House, per plagio. Il 7 aprile 2006 il giudice dell'Alta Corte di Giustizia di Londra Peter Smith respinse l'accusa e Brown vinse la causa. Persero anche il ricorso e dovettero pagare 3 milioni di sterline. In concomitanza con il processo, Baigent pubblicò un nuovo libro The Jesus Papers, ci furono molte critiche al riguardo che dicevano che si trattava semplicemente di una rielaborazione di temi di Il Santo Graal per fare capitale sul forte successo attorno all'uscita del film Il codice Da Vinci. Però Baigent si difese dicendo che la data di pubblicazione era stata fissata molto tempo prima da Harper Collins, e usò come prova una nota scritta a pag 355 del libro.
Brown nel Codice da Vinci cita il libro dei tre scrittori, inoltre il personaggio antagonista, Sir Leigh Teabing, prende il nome da Leigh e Baigent (Teabing è l'anagramma di quest'ultimo).

## Opere
- Ancient Traces: Mysteries in Ancient and Early History nel 1998
- The Jesus Papers: Exposing the Greatest Cover-Up in History nel 2006
- From the Omens of Babylon: Astrology and Ancient Mesopotamia (Arkana S.)

### Con Richard Leigh e Henry Licoln
- The Holy Blood and the Holy Grail nel 1982
- The Messianic Legacy nel 1986

### Con Richard Leigh
- The Dead Sea Scrolls Deception nel 1989
- The Temple and the Lodge nel 1991
- Secret Germany: Claus Von Stauffenberg and the Mystical Crusade Against Hitler nel 1994
- The Elixir and the Stone: The Tradition of Magic and Alchemy nel 1997
- The Inquisition nel 1999

### Con altri autori
- Mundane Astrology: Introduction to the Astrology of Nations and Groups (con Nicholas Campion e Charles Harvey)
- In Search of the Holy Grail and the Precious Blood: A Traveler's Guide to the Sites and Legends of the Holy Grail (con Ean Begg, Deike Rich e Deike Begg)

### In Italia
- Il mistero del Mar Morto (The Dead Sea Scrolls Deception) nel 1997
- L'elisir e la pietra. La grande storia della magia (The Elixir and the Stone: The Tradition of Magic and Alchemy) nel 1998
- I segreti della Germania nazista. I retroscena più sconvolgenti e le verità mai rivelate sul Terzo Reich durante la seconda guerra mondiale (Secret Germany: Claus Von Stauffenberg and the Mystical Crusade Against Hitler) nel 2000 (noto anche sotto il titolo Operazione Valchiria. Claus von Stauffenberg e la mistica crociata contro Hitler)
- Il Santo Graal (The Holy Blood and the Holy Grail) nel 1982
- Il cielo di Babilonia (From the Omens of Babylon: Astrology and Ancient Mesopotamia) nel 2003
- Misteri antichi (Ancient Traces: Mysteries in Ancient and Early History) nel 2004
- L'inquisizione. Persecuzioni, ideologia e potere (The Inquisition) nel 2004
- L'eredità messianica (The Messianic Legacy) nel 2005
- Le carte di Gesù (The Jesus Papers: Exposing the Greatest Cover-Up in History) nel 2007